# Vasaloppet 1953
Vasaloppet 1953 avgjordes den 1 mars 1953, och var den 30:e upplagan av Vasaloppet. Segrade gjorde Nils ”Mora-Nisse” Karlsson. Segern var hans nionde och sista seger i  Vasaloppet. Det blev rekordtider detta år.

## Resultat
Not: Pl = Placering, Nr = Startnummer, Tid = Sluttid
| Pl. | Nr | Namn                       | Klubb/Land | Tid     | Diff    |
| --- | -- | -------------------------- | ---------- | ------- | ------- |
| 1   |    | Nils ”Mora-Nisse” Karlsson | IFK Mora   | 5:01:55 | + 00.00 |
| 2   |    | Gunnar Karlsson            | IFK Umeå   | 5:10:40 | + 08.45 |
| 3   |    | Selm Stenvall              | Sorsele IF | 5:13:18 | + 11.23 |
| 4   |    | Anders Törnkvist           | IFK Mora   | 5:13:57 | + 12.02 |
| 5   |    | Gunnar Larsson             | IFK Mora   | 5:14:37 | + 12.42 |